# 东脑
《东脑》是日本艺术家佐藤理制作的一款超现实主义点击冒险游戏。此游戏由日本索尼音樂娛樂在1994年与Classic Mac OS平台发行。翌年，索尼图像软件在北美地区发行。此游戏通常被认定为一款邪典游戏，评论者对其超现实主义及其微妙的陌生感表示赞扬。

## 游戏玩法
《东脑》 是一款点击冒险游戏，剧情是围绕一个人发生的，这个丢掉了他自己的灵魂的男人叫临。 他借了他朋友的灵魂49天来在一个叫东脑的地方死去并转九次生来找回他自己的灵魂。转生 是游戏的核心机制。作为游戏体验的一部分，玩家需要一遍遍死去并重生。
玩家是名为“临”的主人公，为了取回被夺走的灵魂，前往以“东脑”为名的绿色人头形状的岛屿冒险。
在作为世界地图的“东脑”上特定的场所点击特定区域以发动机关或进入前面能进入的场所。虽然基本上没有外敌存在，也没有攻击的命令，体力（生命值）的概念还是没有，但是点击的地方是陷阱的话，在没有回避手段的场合下，玩家就会直接像那样死掉。
但是因为游戏的主题是“轮回转生”，所以在这个游戏里不能说玩家死了就是等于游戏结束了。临的状态是死亡的情况下，通过重新选择自己的身体上鼻子、眼睛、嘴巴的形状，就可以作为新的生物而重生，以在“东脑”上发挥作用为目的而重新开始。根据选择脸上不见的形状组合不同，可以转生的生物也不一样，而它们被赋予的能力也不一样。
如果每次转生时所被赋予的能力都顺利完成的话，在完成的瞬间主人公就会死亡，那时候还能得到和当时形态名字有关的一个九字。为了恢复临的灵魂，要收集全部的九字。之后一旦得到九字，就重新回到选择脸的部分的场景，再选择新的组合来转生。如果能力最后没起到作用时因为某种事情死亡的话，九字就得不到了。因为游戏没有死亡导致游戏结束的基本概念，所以在完成目的（取得九字）之前不论死几次都能以那个形态重新挑战。
但是，也有唯一的被称为游戏结束的情况存在。因为游戏是以重复生死为达成目的的过程，所以得到不死之力之后成为与死无缘的存在之后，除非重置游戏读取最后一次保存的时点，否则再想操作就是不可以的了。

## 开发
1993年，游戏导演、制作者、艺术家、作曲家、合作作家佐藤理 获得了索尼音乐的日本数字娱乐程序的冠军。这个奖项，以及他简历中的其他奖项使他能够建立一个他自己与他妻子都加入的、名叫“东脑”的四人团队。这给了他让索尼出版游戏的一个筹码。 佐藤理在《东脑》出版之后开始开发《中天》。 此二游戏最开始被设计成是三部曲的一部分，但是在开发过程中这个企划被取消了。 他用了剩下的时间开发另一款游戏——1998年发售的《LSD: Dream Emulator》。
佐藤理将《东脑》描述为一场CD-ROM 互动体验而非仅仅一款电视游戏，因为他认为此分类在美国市场上更具合法性。游戏包含了他自己所信仰的佛教元素，游戏探索了轮回转生的内容。在游戏中，死亡不仅仅被视为一个使游戏结束 的状态，而是新轮回的开始。这代表了玩家将使用另一个角色，且这是故事继续发展所必需的。 游戏是使用Macromedia Director制作的。
佐藤认为让他自己出现在游戏中是很重要的；东脑的绿色岛屿便是游戏设计者头颅的处理后版本。 在开发时，佐藤理也是个科技浩室作曲家；他将此类音乐作为游戏的音轨，而游戏中没有语音。取而代之的是出现在屏幕下的字幕。 这些叙述是佐藤理同西川广子一并编写的。她也是很多佐藤理游戏的编剧。 《硬核游戏101》认为游戏的续作将更传统，因为游戏的第一部怪异得令人生畏，但他们也指出，这也是《东脑》的一大卖点。 在佐藤理1995年发行的专辑《Transmigration》中，游戏的五首BGM被收录。 游戏主题曲的重制版本也在佐藤理2017年的专辑《All Things Must Be Equal》里收录了。

## 发行
日本索尼音樂娛樂1994年首次在日本发行了本游戏，不久，游戏便被本地化为英语版本并由索尼图像软件在九五年八月初在Microsoft Windows发行。 游戏也曾计划在PS上发行，但未果。 游戏之后变得很稀有，直到2002年，有收藏家花费上百美刀来在eBay购买它。 多年以后，游戏通过匿名BT下载传播。2008年，一个YOUTUBE的播主发现了这款游戏并开了个U2B频道来让大家了解本游戏及其续集。

## 评价
《重复敲击》 认为这是他们所玩过的最奇怪的游戏，并且因为这个所以他们爱上了这款游戏。 而《左右为难》则认为标题的同一性被游戏和多媒体功能的探索撕裂了。 《PC多媒体及娱乐杂志》中写道，因为游戏玩起来很是令人享受，所以这也让享受它的玩家们产生思想上的转变并为其付费。 维采则将其以描述为一款有史以来最为离奇、可怕的游戏，还认为它“自我放纵”、“迷幻”、“令人不安”、“洞里乾坤（NICHE）”。 这个网站也指出此游戏也经常被作为嘲弄日本文化所具有的陌生感的范例，而不是将其看作为佐藤理倾注到其作品里的血汗与泪水的证明。 康普莱克斯将游戏列入列表《有史以来十大最为怪诞的日本电子游戏》并认为这只是个晦涩的电子畸形秀。 维尔德赞扬道此游戏具有压倒性的超现实类迷雾之岛游戏体验，一并赞扬了佐藤理游戏制作的精心及天马行空的艺术设计。 《硬核游戏101》注意到因游戏逻辑的蓄意缺失而导致谜题难以解决，而他们将其视作游戏的积极因素。 剋尔斯克林认为本作不仅仅是款游戏，而更是进入佐藤理思维深处的一扇窗户。 比格洛伯认为游戏角色设定虽古怪但也有幽默感，并赞美了弥漫此类体验的东方万物有灵论。 出版商卡拉帕亚认为游戏“尝到了暗藏于内心深处的陌生感”。 《滚石》暗示游戏注入了一种“文化冲突带来的眩晕”，这让西方玩家意识到这和那些杀死敌人的普通游戏不同，主人公为了前进而必须去死去。 华尔街日报认为游戏是“超越普通故事或道德故事的一场旅行”。
《下一代》上登载了篇关于麦金塔版本游戏的文章，满分五颗星，但只给了两颗。并表示“《东脑》提供了基于佛教神话的、通过不断转生来赎罪的晦涩感觉。可能谙于东方学研究的玩家能使用他们的知识来在游戏过程中利用这些知识，但我们不理解。”

## 續作
续作《中天》1995年在日本于麦金塔及视窗平台发售。因为游戏的稀缺，不久之后它的存在更是成为了都市传说，以至于佐藤理都声称他自己也没有一个游戏拷贝。 作为一款“被忘记”的游戏，有“没有任何人玩过这款游戏的记录”的说法。据信游戏是一个未完成的雏形、一个可望而不可及的遗物。或者说它少见到只有极少数的玩家玩到过它。2013年，一个匿名4Chan用户发现并于英特网上放出了游戏的ISO镜像。 维采认为游戏的重发现是一个不寻常的爱好者贡献案例，而对佐藤理的爱也将一个“死亡的”游戏重生。回顾此游戏，《硬核游戏101》认为，随着转生元素的淡化，游戏与之前作比则更类似于普通的冒险游戏。考虑到转生是使《东脑》“伟大”的方式，《中天》则有点令人失望了。